# Брат Леон
Брат Лео́н (исп. hermano León, фр. frère Léon), при рождении Жозе́ф Сильве́стр Соже́ (фр. Joseph Sylvestre Sauget; 31 декабря 1871 — 20 ноября 1955) — франко-кубинский ботаник и миколог.

## Имя
Встречаются различные формы записи имени Соже:
- Брат Леон[3][4]
- фр. Frère León[1][2][5],
- фр. Joseph Sylvestre Sauget-Barbier[2].
- исп. Hermano León[2][6],
- исп. Joseph Sylvestre Sauget y Barbis[2].

## Биография
Жозеф Сильвестр Соже родился в Арбуа 31 декабря 1871 года.
После окончания средней школы в Дижоне Соже вступил в Институт Братьев христианских школ. Затем он преподавал один год в Канаде (1904), колледж Longueil, где встретил Мари-Викторена, одного из самых выдающихся учёных Квебека. В 1905 году Жозеф Сильвестр переехал в Гавану. Он начал собирать насекомых и растения на всей Кубе. Соже посылал результаты своих наблюдений и образцы растений в США. Жозеф Сильвестр описал более 400 видов растений.
Жозеф Сильвестр Соже умер в Гаване 20 ноября 1955 года.

## Научная деятельность
Жозеф Сильвестр Соже специализировался на папоротниковидных, семенных растениях и на микологии.

### Некоторые публикации
- 1935. Nathaniel Lord Britton, 1859—1934. 5 pp.
- 1946. Flora de Cuba. Volumen 2. Contribuciones ocasionales Nº 8, etc, La Habana. Colegio de La Salle. Editor Cultural, 179 pp.
- 1942. Itinéraires botaniques dans l'île de Cuba. Vols. 41—47. Contributions de l’Institute botanique de l’Univ. de Montréal. Editor Institut botanique de l’Univ. de Montréal.
- 1933. Catalogue des mousses de Cuba. Volumen 6 de Annales de cryptogamie exotique. Editor Lab. de Cryptogamie du Muséum National d’Histoire Naturelle, 50 pp.
- 1929. La flora fósil de Cuba, en la actualidad.
- 1926. Iniciación de los estudios aerológicos en Cuba. Con José Carlos Millás. Editor Imprenta y papelería de Rambla, Bouza y Cía. 28 pp.
- 1918. Las exploraciones botanicas de Cuba: reseña comparativa de la contribución del Dr. N.L. Britton y de los botánicos anteriores, al conocimiento de la flora Cubana. Edición reimpresa de Soc. Cubana de Historia Natural «Felipe Poey», 47 pp.